# Fernandinacythere
Fernandinacythere is een geslacht van kreeftachtigen uit de klasse van de Ostracoda (mosselkreeftjes).

## Soort
- Fernandinacythere arenicola Gottwald, 1980